# Жените в черно
„Жените в черно“ (на испански: Mujeres de negro) е мексиканска теленовела от 2016 г., режисирана от Лили Гарса и Фернандо Несме, и продуцирана от Карлос Морено Лагийо за Телевиса. Адаптация е на финландския сериал Mustat Lesket от 2014 г.
В главните роли са Алехандра Барос, Майрин Вилянуева и Химена Ерера, а в отрицателните - Летисия Калдерон и Артуро Пениче. Специално участие вземат актьорите Алексис Аяла, Франсиско Гаторно, Марк Тачер и Диего Оливера.

## Сюжет
Жаклин, Ванеса и Катя имат нещастни бракове, всяка от която е нещастна по различни причини. Джаки е малтретирана от съпруга си, Лоренсо. Съпругът на Ванеса, Хулио, се занимава с незаконен бизнес, който непрекъснато излага на опасност Ванеса и техния син, Диего. На последно място, Николас, съпругът на Катя, е изпаднал в дълбока депресия. Трите жени, уморени от нещастията си, причинени от съпрузите им, решават, че единственият начин, за да бъдат щастливи, е като се отърват от мъжете си.

## Актьори
Част от актьорския състав:
- Алехандра Барос – Жаклин Акоста де Ривера
- Майрин Вилянуева – Ванеса Леал де Самора
- Химена Ерера – Катя Милан де Ломбардо
- Летисия Калдерон – Ирене Паласуелос
- Артуро Пениче – Бруно Боргети
- Диего Оливера – Патрисио Бернал
- Бруно Бичир – Сакариас Салдивар
- Алексис Аяла – Хулио Самора
- Франсиско Гаторно – Лоренсо Ривера
- Марк Тачер – Николас Ломбардо
- Лурдес Рейес – Рита Кури
- Марикрус Нахера – Аманда
- Марсело Кордоба – Едуардо Кихано
- Мануел Охеда – Енрикес
- Лилия Арагон – Каталина де Ломбардо
- Емануел Паломарес – Хосе Ривера
- Хулиета Егурола – Исабела де Самора
- Иван Караса – Естебан

## Премиера
Премиерата на Жените в черно е на 22 август 2016 г. по канал Las Estrellas. Последният 51. епизод е излъчен на 30 октомври 2016 г.